# Kaj Andresen
Kaj Andresen, född 7 april 1907 i Vedslet, död 26 juni 1998 i Greve, var en dansk lärare och socialdemokratisk politiker. Han var folketingsledamot 1947-1971 och bostadsminister i Jens Otto Krags regering 1964-1968.

## Bakgrund
Kaj Andresen var son till överläraren Jens Kristian Andresen (1880-1935) och Thomine Færgemann (1879–1956). Fadern var engagerad i Socialdemokratiet. Kaj Andresen tog realexamen (1923) och sedan lärarexamen från Jelling Seminarium (1928). Han var sedan anställd som lärare i Horsens kommunala skolväsen från 1928, från 1953 som överlärare, och tog kompletterande kurser vid Danmarks lærerhøjskole (1934-1935). Han undervisade även i stadens handelsskola (1936-1947), var censor för handelsskoleexamen (1940-1947) samt föreståndare för Ungdomsskolen for ufaglærte i Horsens (1942-1947). Samtidigt gick han med i Danmarks Socialdemokratiske Ungdom och var styrelseledamot i Horsens Lærerforening. Han var ordförande för den senare 1939-1945 och samtidigt vice ordförande för Arbejdernes Oplysningsforbund i Horsens. Han var styrelseordförande av Horsens Biblioteksforening och av Horsens Centralbibliotek (1953-1964).

## Politisk karriär
Andresen blev invald i Horsens stadsfullmäktige (da: byråd) 1943, ett mandat han innehade till 1950, och från 1942 styrelseledamot för Socialdemokratiet i Horsens. Han blev invald i Folketinget 1947 för Horsens valkrets och var bl.a. ledamot i finansutskottet (1960-1964, från 1961 som vice ordförande) och 1:a vice ordförande i Folketingets presidium (1968-1971). Han var också ledamot i Svangerskabskommissionen af 1950, en statlig utredning om möjligheterna för abort, samt i Invalidekommissionen af 1956. Han var även ledamot i Nordiska rådet (1962-1964).
Han utsågs till bostadsminister av statsminister Jens Otto Krag 1964, en befattning han innehade till valet 1968. Han genomförde 1966 ett brett politiskt avtal mellan regeringen och Venstre, Det Konservative Folkeparti och Det Radikale Venstre (da: boligforliget), som innebar betydande hyreshöjningar och införandet av bostadsförsäkring, som för medelinkomsttagare innebar en kompensation för de högre hyrorna. Reformen innebar också ökat byggande av allmännyttiga bostäder samt att det blev möjligt att upprätta bostadsrätter. Bostadspolitiken hade under efterkrigstiden varit en stor stötesten mellan de politiska partierna och boligforliget innebar, för en tid, minskade konflikter på området.
Andresen satt i Folketinget till valet 1971. Efter ministertiden var han direktör för A/S Almennyttigt Saneringsselskab och A/S Det Københavnske Saneringsselskab (1969-1977), som företog saneringar i Köpenhamnsområdet. Han hade även styrelseuppdrag för Jord & Beton i Århus, A/S Boligbeton, Aniket A/S och A/S Danalea (1969-1977). Han var representant för bostadsföretaget Kbhs almindelige Boligselskab (1970-1982).